# Château de Carlux
Le château de Carlux est situé sur la commune de Carlux dans le département français de la Dordogne.
Il fait l'objet d'une inscription au titre des monuments historiques depuis 1927 à laquelle s'est substitué un classement en 2022.

## Historique
Un château a dû exister sur le site depuis le Xe siècle. Une tour de guet a été construite sur les anciennes fondations au XIIe siècle.
Une bulle du pape Alexandre III datée de 1170, reprenant une bulle du pape Eugène III de 1153, prend sous sa protection l'abbaye de Sarlat et cite la chapelle Sainte-Marie du château, disparue.
Carlux dépend du diocèse de Cahors et de la sénéchaussée de Sarlat. La châtellenie de Carlux comprend une vingtaine de paroisses.
Le château a été un fief appartenant aux vicomtes de Turenne. Helis ou Alix de Turenne (v.1208-1251) est vicomtesse de Turenne et a épousé Rudel Hélie d'Aillac III. Un partage est fait en 1251 de la vicomté de Turenne de Raymond IV de Turenne (v.1187-1243). Hélis de Turenne et Hélie III Rudel reçoivent le « castrum de Carlus »,. En 1251, leur fille unique, Marguerite de Turenne, a épousé Renaud III, sire de Pons.
Dans des lettres de 1304 faites à Béziers, Philippe le Bel s'est engagé à ne pas détacher le château du domaine de la couronne de France.
Pendant la guerre de Cent Ans, le château de Carlux est pris par les troupes anglaises commandées par Archambaud d'Abzac le 21 novembre 1405. Ces troupes se sont emparées du château de Commarque le 23 avril 1406. Le château est brûlé en 1406. Il est pris alternativement par les troupes françaises et anglaises. Il sort de cette guerre en partie ruiné. Louis XI a ordonné son démantèlement au sénéchal du Périgord, en 1481.
Un petit château est reconstruit comprenant un logis encadré par des tours, probablement avant 1525.
Ayant conservé un donjon et une tour d'entrée, il sert de repaire aux protestants pendant les guerres de religion. Les troupes du roi de France reprennent le château de Carlux en 1593 après trois semaines de siège.
Les Noailles sont vicomtes de Carlux de 1723 à la Révolution.
Le château est partiellement détruit entre 1840 et 1850 pour construire une route. Une tour surplombant la route est détruite en 1940.
En 1992 le château est donné à la commune. Des travaux de remise en état sont entrepris pour mettre en valeur ce patrimoine.

## Protection
Les vestiges du château sont inscrits au titre des monuments historiques le 6 janvier 1927 ; cette inscription est remplacée par le classement par arrêté du 7 décembre 2022 de l'ensemble castral du château.

## Galerie de photos

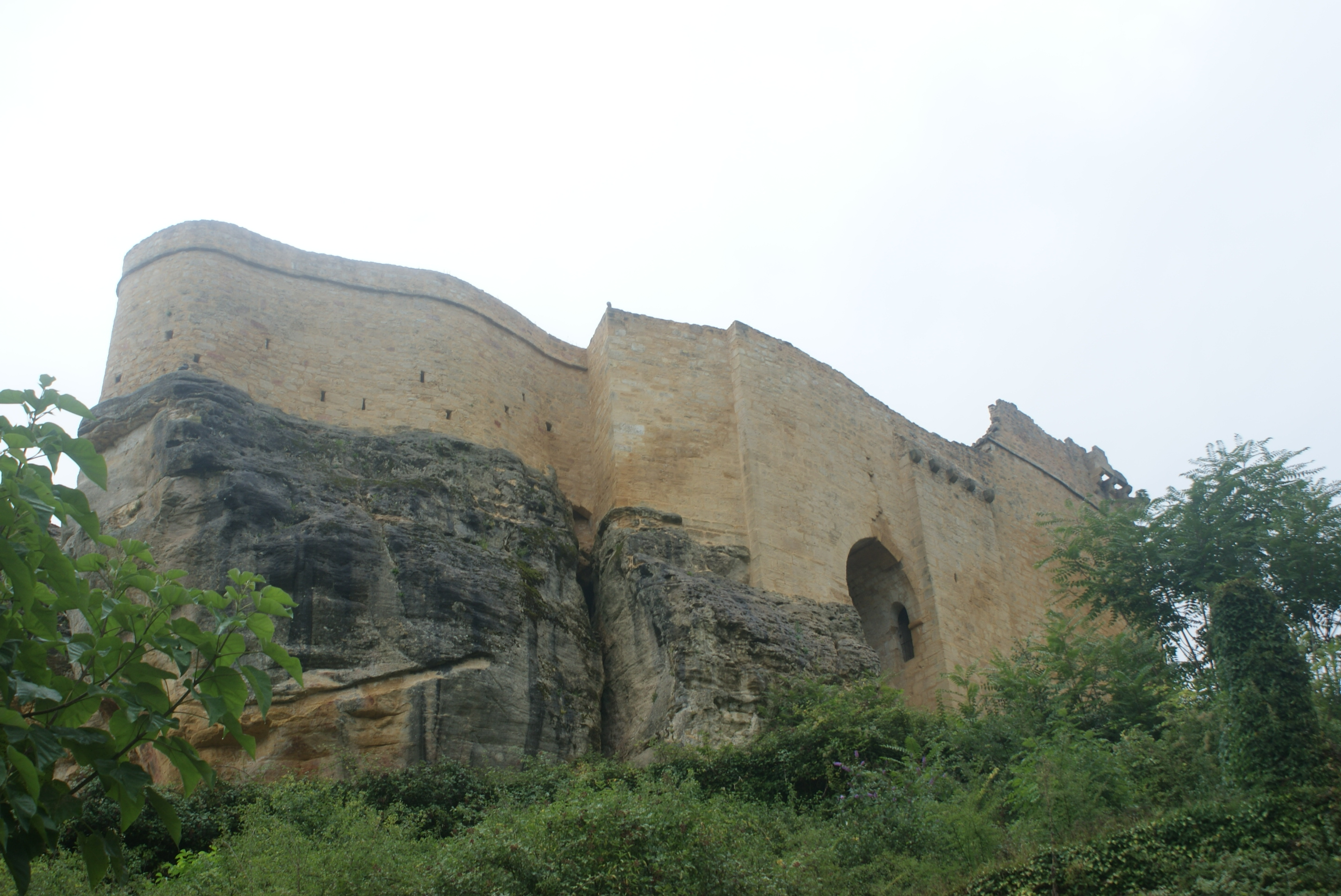
Remparts du château
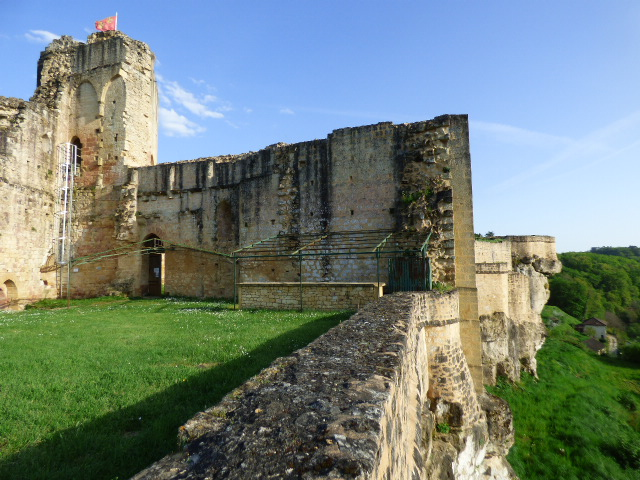